# Roger Mendy
Roger Mendy (ur. 8 lutego 1960 w Dakarze) – senegalski piłkarz występujący na pozycji obrońcy.

## Kariera klubowa
Mendy rozpoczynał karierę w 1977 roku w zespole ASC Jeanne d’Arc i dwukrotnie zdobył z nim mistrzostwo Senegalu (1985, 1986), a także Puchar Senegalu (1980, 1984). W 1986 roku przeszedł do francuskiego SC Toulon. W Division 1 zadebiutował 15 sierpnia 1986 w zremisowanym 0:0 meczu z FC Sochaux-Montbéliard, zaś 17 kwietnia 1987 w zremisowanym 1:1 spotkaniu z Brest Armorique FC strzelił swojego pierwszego gola w tej lidze. Zawodnikiem Toulonu był do końca sezonu 1988/1989.
W 1989 roku odszedł do ligowego rywala, zespołu AS Monaco FC. W sezonie 1990/1991 wywalczył z nim wicemistrzostwo Francji oraz Puchar Francji. W następnym sezonie po raz drugi został wicemistrzem Francji, a ponadto dotarł z Monaco do finału Pucharu Zdobywców Pucharów, przegranego 0:2 z Werderem Brema.
W 1992 roku został zawodnikiem włoskiej Pescary Calcio. Swój pierwszy mecz w Serie A rozegrał 6 września 1992 przeciwko AS Roma (1:0), a 14 lutego 1993 w wygranym 2:0 pojedynku z Brescią Calcio zdobył swoją jedyną bramkę w tych rozgrywkach. W sezonie 1992/1993 spadł z Pescarą do Serie B. W 1994 roku odszedł do saudyjskiego An-Nassr, z którym w sezonie 1994/1995 wywalczył mistrzostwo Arabii Saudyjskiej, po czym zakończył karierę.

## Statystyki
| Rozgrywki                 | Poziom | Kraj    | Mecze | Bramki |
| ------------------------- | ------ | ------- | ----- | ------ |
| Division 1                | I      | Francja | 180   | 10     |
| Serie A                   | I      | Włochy  | 16    | 1      |
| Serie B                   | II     | Włochy  | 11    | 1      |
| Puchar UEFA               | –      | –       | 5     | 0      |
| Puchar Zdobywców Pucharów | –      | –       | 16    | 1      |

## Kariera reprezentacyjna
W reprezentacji Senegalu Mendy grał w latach 1980–1993. W 1986 roku znalazł się w drużynie na Puchar Narodów Afryki. Nie zagrał jednak na nim w żadnym spotkaniu, a Senegal odpadł z turnieju po fazie grupowej.
W 1990 roku ponownie został powołany do kadry na Puchar Narodów Afryki, zakończony przez Senegal na 4. miejscu. Zagrał na nim w meczach z Zambią (0:0) i Algierią (1:2).
W 1992 roku po raz trzeci wziął udział w Pucharze Narodów Afryki. Wystąpił na nim w spotkaniach z Nigerią (1:2), Kenią (3:0) i Kamerunem (0:1), zaś Senegal odpadł z turnieju w ćwierćfinale.